# Prętławki
Prętławki (deutsch Prantlack) ist ein Ort in der polnischen Woiwodschaft Ermland-Masuren. Er gehört zur Gmina Sępopol (Stadt- und Landgemeinde Schippenbeil) im Powiat Bartoszycki (Kreis Bartenstein).

## Geographische Lage
Prętławki liegt am Nordufer der Guber in der nördlichen Mitte der Woiwodschaft Ermland-Masuren, 15 Kilometer östlich der Kreisstadt Bartoszyce (deutsch Bartenstein).

## Geschichte
Der kleine vor 1419 Prantlawki und vor 1474 Petrilauken genannte Gutsort Prantlack wurde 1874 in den neu errichteten Amtsbezirk Romsdorf (polnisch Romankowo) im ostpreußischen Kreis Friedland (ab 1927: Kreis Bartenstein) eingegliedert.
Prantlack zählte im Jahre 1905 insgesamt 55 Einwohner, im Jahre 1910 waren es noch 47.
Am 1. November 1928 gab Prantlack seine Eigenständigkeit auf und wurde in die Stadtgemeinde Schippenbeil (polnisch Sępopol) eingegliedert.
Aufgrund der Überstellung des gesamten südlichen Ostpreußen an Polen in Kriegsfolge 1945 bekam Prantlack die polnische Namensform „Prętławki“. Der Ort ist heute nicht mehr Teil der Stadt Sępopol, sondern eine Ortschaft innerhalb der Stadt- und Landgemeinde Sępopol im Powiat Bartoszycki (Kreis Bartenstein), 1975 bis 1998 der Woiwodschaft Olsztyn, seither der Woiwodschaft Ermland-Masuren zugehörig.

## Kirche
Bis 1945 war Prantlack in die evangelische Kirche Schippenbeil in der Kirchenprovinz Ostpreußen der Kirche der Altpreußischen Union, außerdem in die römisch-katholische Kirche St. Bruno in Bartenstein (polnisch Bartoszyce) im Bistum Ermland eingepfarrt.
Heute gehört Prętławki katholischerseits zur Pfarrei Sępopol im Erzbistum Ermland. Evangelischerseits ist Prętławki der Kirche in Bartoszyce, einer Filialkirche der Pfarrei Rastenburg (polnisch Kętrzyn) in der Diözese Masuren der Evangelisch-Augsburgischen Kirche in Polen zugeordnet.

## Verkehr
Prętławki liegt südöstlich der Stadt Sępopol und ist von dort über die ulica Korszyńska direkt zu erreichen. 
Die nächste Bahnstation war vor 1944, danach wieder zwischen 1950 und 1953 sowie zwischen 1975 und 1990 der Bahnhof in Schippenbeil resp. Sępopol an der Kleinbahn Wöterkeim–Schippenbeil. Der Bahnbetrieb dort ist aufgegeben, die Anlagen vor 1999 abgebaut.